# Männer aus zweiter Hand
Männer aus zweiter Hand ist eine deutsche Liebeskomödie aus dem Jahr 1999 von Regisseur Oliver Sudden mit Simone Thomalla in der Hauptrolle. Die Erstausstrahlung der Romanverfilmung von Lea Wilde erfolgte am 7. Mai 1999 in der ARD.

## Handlung
Sarah Urban ist eine selbstständige Augenoptikerin. Ihre Angestellte ist die schüchterne Vera. Seit einem Jahr ist sie von ihrem Mann Ralf geschieden und hat das Sorgerecht für ihren Sohn Benny, der aber regelmäßig auch Zeit mit seinem Vater verbringt. Anstatt nach einem neuen Ehemann sucht Sarah nur Affären mit verheirateten Männern. Da passt der verheiratete Urologe Eberhard sehr gut ins Beuteschema. Eberhard erweist sich aber als Putzteufel und hat einen Hang zu anrüchigen Absteigen. Zudem kommen einer ungestörten Zweisamkeit immer wieder Anrufe der Ehefrau oder kurzfristige familiäre Verpflichtungen dazwischen. Sarah tröstet sich nach einer solche Enttäuschung mit Alkohol an der Bar, wo sie den Fotografen Dario kennenlernt. Doch auch hier scheitert eine längere Beziehung an dessen Ehefrau, der reichen, älteren Gattin Wanda, von der er finanziell abhängig ist.
Benny bleibt bei den Eskapaden seiner Mutter etwas auf der Strecke. Es gibt immer häufiger schulische Probleme und er hat die Hoffnung auf die Versöhnung seiner Eltern nicht aufgegeben. Schließlich treffen sie sich ja immer noch regelmäßig, wenn sie sich bei seiner Aufsicht abwechseln.
So vergrault er die Freundin seines Vaters, der daraufhin erkennt, dass ihm an Sarah doch mehr liegt, als er zugeben möchte. Aber auch Sarah kommt am Ende zu der Erkenntnis, dass sie mit Ralf besser dran ist, als mit ihren Liebhabern.

## Produktion
Hinter dem Pseudonym „Oliver Sudden“ verbirgt sich der Regisseur Christoph Eichhorn.
Das Geschäft Augenweite Optik, das Sarah Urban im Film betreibt, befindet sich in Köln. Der Film war Teil der „Lauter tolle Frauen“-Reihe der ARD.

## Kritik
Rainer Tittelbach von tittelbach.tv beurteilte den Film als „witzlose Zeitgeist-Komödie.“ Sie „gehört zu den leichteren Filmen der diesjährigen ‚Lauter-tolle-Frauen‘-Reihe. In einigen Szenen des sehr modern fotografierten Films kippt der Humor sogar ein wenig ins Absurde.“
Die Kritiker der Fernsehzeitschrift TV Spielfilm formulierten ihr Urteil recht kurz und fanden: „Simone Thomalla hat nicht das Komiker-Gen von Großonkel Georg geerbt. Deutsche Humor-Hausmannskost.“